# Cophyla milloti
Cophyla milloti es una especie de anfibio anuro de la familia Microhylidae. Es endémica de un pequeño área del noroeste de Madagascar. Habita selvas tropicales primarias del nivel del mar hasta los 600 m de altitud. Deposita los huevos en las axilas de las hojas de árboles del género Pandanus, y allí es donde los renacuajos se desarrollan. Se encuentra amenazada de extinción por la pérdida de su hábitat natural.